# Sunninghill and Ascot
Sunninghill and Ascot è una parrocchia civile del Berkshire, nel Royal Borough of Windsor and Maidenhead.
Prima del 12 agosto 2004 essa era nota solo come Sunninghill. Essa comprende i comuni di Sunninghill e di Ascot, compresi Ascot Racecourse e villaggi di Cheapside e South Ascot, nonché parte del villaggio di North Ascot.